# Waitaki
Il Waitaki è un fiume che attraversa la regione di Canterbury nell'Isola del Sud della Nuova Zelanda dal caratteristico corso a canali intrecciati.

## Descrizione
Il fiume origina dalla diga del Lago Benmore e sfocia nell'Oceano Pacifico nei pressi di Glenavy dopo aver percorso circa 110 km.
Prima della costruzione degli sbarramenti dei laghi Benmore, Aviemore e Waitaki il fiume originava più a nord-ovest e tra i suoi affluenti diretti aveva i fiumi Ohau, Pukaki, Tekapo e Ahuriri che ora alimentano il vari bracci del lago Benmore.